# Episodi di Doraemon (serie animata 1979) (dodicesima stagione)
Questa è la lista degli episodi della dodicesima stagione dell'anime 1979 di Doraemon.

## Episodi
| Nº Ja | Nº It | Titolo italiano Giapponese 「Kanji」 - Rōmaji | In onda           | In onda          |
| Nº Ja | Nº It | Titolo italiano Giapponese 「Kanji」 - Rōmaji | Giapponese        | Italiano         |
| 1035  | 607   | Il virus crea moda 「流行性コレクション」 - Ryuukou sei korekushon | 12 gennaio 1990   | 22 novembre 2006 |
| 1035  | 607   | Suneo si vanta della sua collezione di schede telefoniche, suscitando in Nobita il desiderio di fare altrettanto; il ragazzo in realtà ha già un'enorme collezione di tappi di bottiglia, ma è convinto che a nessuno interessi. Doraemon allora, grazie al virus crea moda, fa sì che sia di moda collezionare i tappi. Presto però gli effetti del virus degenerano, a tal punto che un collezionista vuole che Nobita gli venda un tappo estremamente raro per 2 milioni di yen; in quel frangente l'effetto svanisce e l'uomo cambia idea, lasciando il ragazzo deluso per la perdita dell'affare. |                   |                  |
| 1036  | 609   | La macchina dei desideri 「のぞみ実現機」 - Nozomi jitsugen ki | 19 gennaio 1990   | 24 novembre 2006 |
| 1036  | 609   | Mentre Suneo racconta agli amici del suo weekend a Hokkaidō, Nobita è disperato: se nella verifica del giorno dopo non prenderà almeno la sufficienza verrà trattenuto a scuola tutti i pomeriggi. Tornato a casa il ragazzo trova Doraemon alle prese con la macchina dei desideri, che però è difficile da regolare: il robot infatti esprime il desiderio di mangiare tanti dorayaki, ma Dorami gliene porta uno di dimensioni enormi. Nobita prova poi a usare il chiusky per vendicarsi di un'angheria di Gian e per andare a Hokkaidō, ma in entrambi i casi i risultati non sono quelli sperati. Ciononostante il ragazzo decide di utilizzare la macchina per annullare la verifica: prova a regolarla al massimo ma scopre che, così facendo, la città sarà distrutta da un terremoto; la regola allora al minimo. Il giorno dopo Nobita si sveglia tardi, arrivando a scuola quando la verifica è ormai terminata: il desiderio si realizza, ma viene comunque punito. |                   |                  |
| 1037  | 611   | La fotocamera costumista 「ぬいぐるみせいぞうカメラ」 - Nuigurumi sei zou kamera | 26 gennaio 1990   | 28 novembre 2006 |
| 1037  | 611   | Gian, Suneo, Haruo e Yasuo spaventano Nobita con un costume da T-Rex, facendo tornare quest'ultimo a casa in lacrime. Grazie alla fotocamera costumista, che permette di creare un costume partendo da una foto, Nobita si vendica dei quattro bulli creando un costume da pterodattilo, per poi travestirsi e spaventarli. Più tardi Nobita, Doraemon e Shizuka – che è stata anche lei vittima dello scherzo – decidono di unire le forze per terrorizzare Gian e Suneo travestendosi da bruatkaiosauro, ma il piano fallisce. Doraemon allora crea un costume della madre di Gian, dopodiché Nobita lo usa per sculacciare i due bulli. |                   |                  |
| 1038  | 613   | Desiderio di cattiveria 「のび太の悪人志願」 - Nobita no akunin shigan | 2 febbraio 1990   | 30 novembre 2006 |
| 1038  | 613   | Ispirato dal libro Storie di grandi uomini, Nobita decide di essere altruista, ma rimane vittima di una serie di circostanze sfortunate e, cercando di restituire la palla a Suneo, rompe il vetro della casa di una donna. Dopo aver rimborsato la donna rubando il denaro di Tamako, Nobita afferma a Doraemon di voler diventare perfido. Il robot allora gli fa indossare la fascetta bravo ragazzo che impedisce a chi la porta di compiere cattive azioni. Dopo aver fallito a compiere cattive azioni – e anche aver salvato la vita alla donna di prima – il ragazzo torna a casa aspettandosi di essere rimproverato dalla madre per aver rubato il denaro. Contrariamente da quanto previsto Tamako lo ringrazia: se Nobita non si fosse appropriato dei soldi, lei sarebbe stata vittima di una truffa. |                   |                  |
| 1039  | 615   | Il buono d'ordine di libri futuri 「未来図書券」 - Mirai tosho ken | 9 febbraio 1990   | 4 dicembre 2006  |
| 1039  | 615   | Nobita vorrebbe avere un fumetto che Suneo ha in anteprima. Decide così di ordinarlo usando il buono d'ordine di libri futuri, per poi fare la stessa cosa col numero successivo. Realizza poi una copia di quest'ultimo volume e la fa vedere a Gian e Suneo, spacciando sé stesso come autore. Nobita però riceve la visita dell'editore dei manga, che gli propone di pubblicare il fumetto sul giornalino del mese successivo e lo incarica di scrivere la parte seguente della storia. Nobita accetta, ma presto realizza di essere nei guai: decide pertanto di tornare indietro nel tempo per evitare di mostrare il fumetto a Gian e Suneo. Riesce nell'intento, ma la storia finisce nelle mani dell'autore dei fumetti, che supplica Nobita di poterla utilizzare. |                   |                  |
| 1040  | 617   | Il serpente pietrificante 「ゴルゴンの首」 - Gorugon no kubi | 16 febbraio 1990  | 6 dicembre 2006  |
| 1040  | 617   | Per essersi addormentato in classe, Nobita viene mandato in corridoio dal maestro, tornando a casa con i crampi alle gambe. Doraemon decide, dopo alcune insistenze, di far usare al ragazzo il serpente pietrificante, che trasforma in pietra qualsiasi cosa. Il giorno dopo il serpente cade sulla collina dietro la scuola, pietrificando prima il maestro e poi Doraemon. Gian e Suneo accorrono in aiuto di Nobita e, dopo aver cercato di catturare il rettile in vari modi, vengono pietrificati. Nobita infine riesce a catturarlo con un colpo di fortuna, potendo riportare il tutto come prima. |                   |                  |
| 1041  | 619   | Il panno scambiante 「物体交換クロス」 - Buttai koukan kurosu | 23 febbraio 1990  | 8 dicembre 2006  |
| 1041  | 619   | Suneo si vanta di fare dei trucchi di prestigio con le carte da gioco, così Nobita decide di vendicarsi facendo dell'illusionismo col panno scambiante, capace di invertire due oggetti. Più tardi il ragazzo usa il chiusky in vari modi impropri, finché le vittime degli scherzi se la prendono con Nobita e lo accerchiano. Quest'ultimo decide di allontanarsi col panno scambiante, trovandosi però bloccato su un tetto. |                   |                  |
| 1042  | 621   | Il proiettore di paesaggi 「環境スクリーンとプロジェクター」 - Kankyou sukurīn to purojekutā | 2 marzo 1990      | 12 dicembre 2006 |
| 1042  | 621   | Nobita chiede aiuto a Doraemon per farsi venire la voglia di studiare. Il robot, grazie al proiettore di paesaggi, proietta in camera alcuni paesaggi, ma ogni volta il ragazzo si distrae. A un certo punto Nobita e Doraemon scorgono un uomo in mezzo a una bufera di neve e vanno in suo soccorso. L'uomo, per sdebitarsi, decide di fare i compiti di Nobita, con grande felicità di quest'ultimo e disappunto di Doraemon. |                   |                  |
| 1043  | 623   | La carta protettiva 「ぼくの守り紙さま」 - Boku no mori shi sama | 9 marzo 1990      | 14 dicembre 2006 |
| 1043  | 623   | Dopo essere stato vittima di una serie di circostanze sfortunate, Nobita convince Doraemon a dargli la carta protettiva, che permette di essere protetti dalle sventure in cambio delle preghiere. Il ragazzo usa però il chiusky in vari modi inappropriati, tra cui provocare Gian e farsi difendere dalla carta. Il bullo riesce ad avere la meglio sul chiusky, così Nobita decide di prendere "qualche rotolo di rinforzo". Sbaglia e prende invece la carta della iella, finendo per essere vittima di una serie di guai. |                   |                  |
| 1044  | 625   | Il sommergibile di carta 「ペーパークラフト」 - Pēpā kurafuto | 16 marzo 1990     | 18 dicembre 2006 |
| 1044  | 625   | Nobita, desideroso di provare ad andare in sommergibile, manipola Doraemon affinché gli compri un sommergibile di carta. Dopo averlo montato, Nobita e Doraemon vanno sulla collina dietro la scuola e, col sommergibile, partono a esplorare gli abissi, usando uno speciale filtro. Nel mezzo, Nobita provoca Gian e Suneo, che lo prendono a sassate, facendolo precipitare e distruggere in un fuoco. |                   |                  |
| 1045  | 627   | Il ricrea tutto 「全体復元液」 - Zentai fukugen eki | 23 marzo 1990     | 20 dicembre 2006 |
| 1045  | 627   | Dekisugi ha trovato un fossile di tirannosauro sulla collina dietro la scuola, ma Nobita è scettico della sua veridicità, in quanto, secondo l'archeologia moderna, i dinosauri non esistevano in Giappone. Nobita decide di procurarsi un frammento del fossile e di seppellirlo sotto la collina, non prima di averci versato il ricrea tutto, capace di generare una cosa intera a partire da una sua parte. Nobita spera di poter diventare famoso grazie alla sua "scoperta", ma il tutto non va come sperato: Dekisugi trova il dinosauro generato e si prende il merito. |                   |                  |
| 1046  | 629   | Il pesometro 「フンワリズッシリメーター」 - Funwarizusshirimētā | 30 marzo 1990     | 27 dicembre 2006 |
| 1046  | 629   | Tamako è di cattivissimo umore e, per cercare di capire il perché, Doraemon chiede aiuto alla sorella; quest'ultima, osservando la donna, scopre che lei è a dieta, sebbene non ne abbia bisogno, e non riesce a dimagrire, cosa che la rende irritabile. Dorami allora dà a Nobita e Doraemon il pesometro per ridurre gradatamente il peso di Tamako, ma il piano fallisce, perché lei apprende del trucco. Dorami allora decide di far indossare alla donna, mentre lei è svenuta, gli occhiali ingrassanti, per farle vedere le persone più paffute della realtà. |                   |                  |
| 1047  | 631   | Il viaggiatore sedentario 「室内旅行セット」 - Shitsunai ryokou setto | 13 aprile 1990    | 29 dicembre 2006 |
| 1047  | 631   | Nobita promette che porterà Gian e Shizuka a Parigi con la dokodemo porta, che però è rotta; inoltre Gian non può venire, perché deve badare al negozio. Doraemon presta all'amico il viaggiatore sedentario, capace di proiettare su un telo immagini di tutto il mondo. Dopo aver guardato vari luoghi i due osservano la casa di Shizuka. Poco dopo lei arriva e, vedendo l'immagine del suo bagno, si arrabbia con Nobita. |                   |                  |
| 1048  | 633   | Le pillole insettifere 「無敵コンチュー丹」 - Muteki konchū ni | 20 aprile 1990    | 2 gennaio 2007   |
| 1048  | 633   | Fingendo di scappare di casa, Nobita convince Doraemon a prestargli un chiusky per vendicarsi di Gian e Suneo. Il robot gli dà le pillole insettifere, che permettono di essere leggero come una farfalla, pungente come un'ape, forte e determinato come una formica e resistente come la corazza di uno scarabeo. Dopo alcuni contrattempi, le pastiglie fanno effetto e Nobota riesce ad avere la meglio su Gian, che scappa spaventato insieme a Suneo. Le pillole hanno però come lato negativo quello di far ereditare a Nobita le paure degli insetti. |                   |                  |
| 1049  | 635   | La macchina dell'importanza 「ママのありがたみ」 - Mama no Arigatami | 27 aprile 1990    | 4 gennaio 2007   |
| 1049  | 635   | A pranzo Nobita avanza buona parte del cibo che ha nel piatto; Doraemon decide di privare l'amico del cibo con la macchina dell'importanza, per fargli capire l'importanza di mangiare. Il chiusky priva infatti Nobita della merenda e della cena, lasciando il ragazzo affamato, così Doraemon spegne la macchina. Nobita apprezza così il cibo, ma decide di usare ancora la macchina, per privarsi qualche giorno della madre e avere un po' più di libertà. |                   |                  |
| 1050  | 637   | Il gas solo mio 「あなただけの物ガス」 - Anata dake no mono gasu | 4 maggio 1990     | 8 gennaio 2007   |
| 1050  | 637   | Nobita vorrebbe stare con Shizuka, che però ha un appuntamento con Dekisugi; inoltre Gian si appropria di un fumetto che Nobita ha appena acquistato. Quest'ultimo convince quindi Doraemon a prestargli il gas è solo mio, per poter avere per sé il fumetto e Shizuka. Il piano riesce, ma a causa dell'effetto del chiusky, Shizuka vuole stare solo con Nobita e anche il fumetto vuole essere letto solo da Nobita. Nel frattempo il ragazzo usa per errore lo spray sul suo maestro ed è costretto a studiare con lui. |                   |                  |
| 1051  | 639   | Gli occhiali velocizzanti 「スピード増感ゴーグル」 - Supīdo zou kan gōguru | 11 maggio 1990    | 10 gennaio 2007  |
| 1051  | 639   | Nobisuke si annoia a fare jogging; grazie agli occhiali velocizzanti, che fanno sembrare a chi li indossa di muoversi velocissimamente, l'uomo riesce a fare sport divertendosi. Più tardi Nobita si mette a correre con il chiusky e, dopo alcune disavventure, indossa il copter, ma finisce per schiantarsi al suolo. Qui incontra Giro, un motociclista con un braccio ingessato – già visto in precedenza – che racconta al ragazzo di aver avuto un incidente andando in moto a tutta velocità, nel quale lui si è rotto un braccio e ha distrutto la moto. Nobita decide di aiutarlo con gli occhiali velocizzanti e un'automobilina di Suneo. |                   |                  |
| 1052  | 641   | Il rimpiazzoneta 「ピンチランナー」 - Pinchi rannā | 18 maggio 1990    | 12 gennaio 2007  |
| 1052  | 641   | Nobita sta per arrivare in ritardo a scuola per l'ennesima volta: per evitare che il maestro lo scopra Doraemon mette su una scarpa del ragazzo il rimpiazzoneta, che permette a quest'ultimo di rispondere "presente" all'appello, mentre Nobita è ancora per strada. La mattina dopo Nobita non si sveglia in tempo e sembra che arrivi tardi a scuola, ma rivela di aver nascosto una copia del chiusky in tasca e lo usa anche quel giorno. Gian e Suneo però fanno sì che il maestro scopra il trucco, così l'insegnante avverte Nobita che intende parlare con la madre. Dopo aver allontanato di casa Tamako e Doraemon con una scusa, il ragazzo decide di usare il rimpiazzoneta per vendicarsi di Gian e Suneo per aver fatto la spia. Doraemon e Tamako però scoprono di essere stati ingannati si vendicano usando il rimpiazzoneta su una scarpa della donna. |                   |                  |
| 1053  | 643   | Fuga dal condominio 「高層マンション脱出大作戦」 - Kousou manshon dasshutsu dai sakusen | 25 maggio 1990    | 16 gennaio 2007  |
| 1053  | 643   | Gian, Suneo e Nobita trovano un ragazzo molto bravo nel baseball di nome Masashi e decidono di farlo entrare in vista della partita di sabato: lui è contento, ma quel giorno deve studiare e non può uscire di nascosto di casa, siccome abita in un condominio al dodicesimo piano. Nobita e Doraemon, sotto minaccia di Gian, escogitano alcuni piani per far fuggire Masashi, ma per vari motivi ogni tentativo fallisce. A un certo punto i protagonisti lasciano a Masashi un aliante in miniatura, ma subito dopo sono costretti ad andarsene. Al momento della partita il nuovo arrivato decide di raggiungere il campo da baseball con l'aliante. Intanto Gian, furioso perché Masashi non si è presentato, chiede a Doraemon di farlo arrivare con un chiusky; con il panno rimpiazzino il gatto inverte la posizione dei due ragazzi. Mentre la squadra vince la partita grazie alla presenza di Masashi e l'assenza di Gian, quest'ultimo si ritrova a bordo dell'aliante completamente terrorizzato e atterra sulla collina dietro la scuola.                                                               |                   |                  |
| 1054  | 645   | L'aspira scarabocchi 「万能クリーナー」 - Bannou kurīnā | 1º giugno 1990    | 18 gennaio 2007  |
| 1054  | 645   | Gian è guarito dall'influenza ed è tornato a scuola, venendo costantemente lusingato da Suneo, il quale promette che gli presterà gli appunti; il ragazzo però ricorda troppo tardi di aver fatto dei disegni sul quaderno, in cui sfoga la rabbia verso Gian. Nobita e Doraemon cancellano i disegni dai quaderni in cambio di un fumetto e un autografo. Suneo però non rispetta quanto accordato, dal momento che dà a Gian gli appunti, il fumetto e l'autografo. Nobita e Doraemon scoprono quanto accaduto e si vendicano re-inserendo i disegni nel quaderno e riprendendosi gli oggetti promessi da Suneo. |                   |                  |
| 1055  | 647   | La tempo pistola 「タイムピストル」 - Taimu pisutoru | 8 giugno 1990     | 22 gennaio 2007  |
| 1055  | 647   | Nobita promette di fare i compiti, ma finisce per distrarsi poco dopo. Più tardi Doraemon, armato di una pistola a laser, entra in camera e la usa per far sparire qualunque cosa impedisca a Nobita di studiare, minacciandolo di essere il prossimo a fare la stessa fine; il ragazzo impaurito ubbidisce. Dopo i compiti, Doraemon rivela di aver usato la tempo-pistola, capace di far sparire momentaneamente persone e oggetti: tutto quello colpito dal chiusky torna infatti poco dopo. Nobita però si impossessa del chiusky e lo usa in vari modi impropri, finché torna a casa e Doraemon gli ordina di ridargli la pistola. Il ragazzo però non vuole e, nel litigio che ne segue, parte un laser che colpisce la tavola con su la cena: la famiglia Nobi è quindi costretta ad attendere che la tavola e la cena ritornino. |                   |                  |
| 1056  | 649   | La risolvoproblemi 「進路アドバイザー」 - Shinro adobaizā | 15 giugno 1990    | 24 gennaio 2007  |
| 1056  | 649   | Dopo che la squadra di baseball dei Giants è stata stracciata a una partita contro i Tyrannos, Gian obbliga Nobita ad allenarsi tre ore al giorno. Mediante l'uso della risolvoproblemi, Nobita e Doraemon trovano un ragazzino dotato di un'ottima mira, ma poco dopo Gian decide di ritirarsi come capitano della squadra e chiede di reclutare il bambino nei Giants. Una volta trovata la casa del ragazzino, Nobita scopre che egli è stato arruolato nei Tyrannos: Nobita e il capitano dei Tyrannos lo corrompono ripetutamente per farlo entrare nella propria squadra, finché la situazione degenera e il protagonista decide di lasciare perdere. Il bambino però finisce per non entrare neppure dei Tyrannos, dato che vive in un'altra città ed era a Tokyo dai nonni un paio di giorni. |                   |                  |
| 1057  | 651   | L'oceano in città 「町の中でダイビング」 - Machi no naka de daibingu | 22 giugno 1990    | 26 gennaio 2007  |
| 1057  | 651   | Suneo racconta agli amici che quest'estate in vacanza farà le immersioni con suo cugino. Mediante alcuni chiusky Doraemon e Nobita riempiono d'acqua la città e vi aggiungono dei pesci, ma solo per finta. Quella notte i due invitano Shizuka e tutti insieme si divertono nel finto oceano e scattano delle foto. I tre però scoprono che nell'oceano simulato è arrivato uno squalo e lo inseguono con delle pistole a scarica elettrica, riuscendo a metterlo fuori combattimento. |                   |                  |
| 1058  | 653   | Il cuscino perforante 「つきぬけザブトン」 - Tsukinuke zabuton | 29 giugno 1990    | 30 gennaio 2007  |
| 1058  | 653   | Gian e Suneo costringono Nobita a partecipare a una gara a chi sta in ginocchio più tempo; Doraemon dà a Nobita il cuscino perforante, che permette di creare un buco nel pavimento in cui mettere le gambe e dar l'illusione di essere inginocchiati. Più tardi Nobita, Gian e Shizuka si recano da Suneo per la gara; al termine di essa Nobita si alza senza problemi, mentre gli altri sono indolenziti. A casa il ragazzo usa il cuscino perforante per combinare alcuni guai, venendo quindi sgridato dai genitori e dovendo stare in ginocchio su un normale cuscino. |                   |                  |
| 1059  | 655   | La fascia della vendetta 「ウラメシズキン」 - Urameshizukin | 6 luglio 1990     | 1º febbraio 2007 |
| 1059  | 655   | Gian picchia Nobita senza motivo, così Doraemon dà all'amico la fascia della vendetta per aiutarlo a ripagare il torto. Grazie alla fascia, la rabbia di Nobita genera un fantasma a sua somiglianza, dopodiché il ragazzo ordina allo spirito di andare da Gian per la vendetta. Dopo alcuni contrattempi il fantasma arriva a destinazione e si diverte a infastidire Gian in vari modi, finché il bullo viene sculacciato dalla madre. Nobita però usa il chiusky anche per vendicarsi con Suneo, ma questa volta il tutto non va come sperato: il ragazzo non rimane spaventato, invita gli amici a vederlo e tutti lo deridono. Di conseguenza il fantasma se la prende con Nobita. |                   |                  |
| 1060  | 657   | Il cambia profilo 「かわり絵ミラー」 - Kawari e mirā | 20 luglio 1990    | 5 febbraio 2007  |
| 1060  | 657   | Dopo aver fatto arrabbiare Gian, Nobita si nasconde e telefona a Doraemon, affinché lo raggiunga. Su insistenza di Nobita, Doraemon dà al ragazzo un chiusky che permette di assumere l'identità di un'altra persona, ma solo se l'osservatore guarda di profilo. Assumendo prima l'identità di Shizuka e poi quella del maestro, Nobita riesce a evitare che Gian lo trovi, ma così facendo il bullo si arrabbia con Suneo ingiustamente. Quest'ultimo però scopre il trucco e avverte Gian; i due decidono di nascondersi vicino alla casa di Nobita per tendergli un'imboscata, quando vedono arrivare il maestro e iniziano ad aggredirlo, credendo sia ancora Nobita in incognito. Presto però Nobita e Doraemon arrivano sul posto e i due bulli realizzano la verità, venendo sgridati dal maestro. Gian e Suneo però spiegano al docente che Nobita ha usato un chiusky di Doraemon per impersonarla; di conseguenza il maestro sgrida anche Nobita e Doraemon. |                   |                  |
| 1061  | 659   | Lo spray del ritorno 「落し物カムバック・スプレー」 - Otoshimono kamubakku・supurē | 27 luglio 1990    | 7 febbraio 2007  |
| 1061  | 659   | Nobita vorrebbe che Gian gli restituisca un giornalino che ha prestato, ma quest'ultimo come al solito non vuole. Tornato a casa il ragazzo vede Doraemon alle prese con lo spray del ritorno, che se spruzzato su degli oggetti li farà tornare al suo posto, e gli viene l'idea di usare il chiusky sugli oggetti degli amici, per evitare che Gian li rubi. Quella sera Nobita spruzza lo spray su tutta la camera; così facendo si ritrova per la strada in mutande e canottiera. |                   |                  |
| 1062  | 661   | Lo scrutascopio 「密閉空間探査機」 - Mippei kuukan tansa ki | 3 agosto 1990     | 9 febbraio 2007  |
| 1062  | 661   | È il 7 di agosto, ossia il compleanno di Nobita, ma tutti sembrano essersene dimenticati: Gian e Suneo dicono all'amico che andranno in piscina, mentre Shizuka dà appuntamento a Dekisugi quel pomeriggio. Nobita usa quindi un chiusky per spiare Shizuka e Dekisugi e scopre che preparano una torta, deprimendosi parecchio. Più tardi Shizuka e Dekisugi vanno a casa di Nobita e gli consegnano la torta, rivelandogli che volevano fargli una sorpresa. Commosso e pentito, il ragazzo mangia la torta, per poi venir raggiunto da Gian e Suneo, entrambi con un regalo. |                   |                  |
| 1063  | 663   | Le mani del contraccambio 「お返しハンド」 - Okaeshi hando | 10 agosto 1990    | 13 febbraio 2007 |
| 1063  | 663   | Per dare una lezione a Gian, che gli ha dato un pugno in testa, Nobita riceve da Doraemon le mani del contraccambio: chi le indossa, se subisce un'ingiustizia, avrà indietro il suo maltolto moltiplicato per tre. Il ragazzo esce di casa e incontra Gian, ma egli non lo picchia e gli chiede scusa per il suo comportamento. Poco dopo però Nobita rimane vittima di una serie di problemi causati dal chiusky, finché le mani si rivelano utili per poter fermare uno scippatore. |                   |                  |
| 1064  | 665   | Il calendario variabile 「きまぐれカレンダー」 - Kimagure karendā | 24 agosto 1990    | 15 febbraio 2007 |
| 1064  | 665   | Nonostante faccia caldo Nobita deve giocare a baseball: mediante il calendario variabile, che permette di modificare la data attuale (e di conseguenza anche la stagione), il ragazzo riesce a evitare gli allenamenti. Nobita però usa il chiusky varie volte a suo vantaggio, finché il chiusky va in tilt: Doraemon gli spiega che così facendo ha scombussolato l'inclinazione dell'asse terrestre e il pianeta rischia di essere incendiato dal Sole. Mentre Doraemon, Tamako, Nobisuke e Nobiro evacuano la Terra su una capsula, Nobita va a soccorrere Shizuka; poco dopo il robot rivela che era tutta una finzione, per dare al ragazzo una lezione. |                   |                  |
| 1065  | 667   | Il libro della realtà 「ほんものえほん」 - Hon mo no e hon | 31 agosto 1990    | 7 giugno 2009    |
| 1065  | 667   | Nobita rompe accidentalmente un vaso e mette i cocci nel ripostiglio in cortile. Tornato in casa il ragazzo trova Doraemon che legge il libro della realtà, capace di far vedere quello che sta succedendo altrove. Grazie al libro Nobita scopre che la madre ha appreso dove lui ha nascosto il vaso rotto e scappa di casa; qui aiuta Shizuka e Suneo a ritrovare rispettivamente il canarino e un elicottero radiocomandato. Nobita torna a casa mentre piove e scopre che la madre è uscita a far la spesa senza l'ombrello: decide di andare a dargliene uno e di chiederle scusa per l'incidente: la donna lo perdona. |                   |                  |
| 1066  | 669   | Il trasformauovo 「動物生まれ変わりタマゴ」 - Doubutsu umarekawari tamago | 7 settembre 1990  | 7 giugno 2009    |
| 1066  | 669   | Nobita, Shizuka, Gian e Suneo trovano un gattino abbandonato; nonostante Tamako non voglia, Nobita decide di portarlo a casa lo stesso. Col trasformauovo il ragazzo si tramuta in un gatto, per convincere la madre ad accettare l'animale: lei non lo vuole, ma cambia idea quando il gattino sventa un potenziale incendio. Nel frattempo Nobita e Doraemon cercano qualcuno che adotti il gattino e trovano un uomo che afferma di averlo abbandonato in un impeto di rabbia, ma si è pentito. Doraemon riporta il gattino dal suo padrone, deprimendo però Tamako, che si nasconde sotto le coperte: per farla contenta Nobita è costretto a ritornare gatto. |                   |                  |
| 1067  | 671   | La grande fuga 「町内突破大作戦」 - Chounai toppa dai sakusen | 14 settembre 1990 | 11 giugno 2007   |
| 1067  | 671   | Nobita viene trattenuto a scuola dopo le lezioni, ma fugge, venendo scoperto dal maestro. Lungo la strada per casa, riceve una palla da baseball in testa e, quando Gian gli ordina di restituirla, lui rompe la finestra del signor Kaminari, che si infuria con i ragazzi. Mentre Gian e gli altri danno la caccia a Nobita, quest'ultimo scappa e si nasconde sulla collina dietro la scuola. Preoccupato per Nobita, Doraemon va alla sua ricerca con gli occhi-talkie – delle ricetrasmettenti a forma di occhio che permettono di vedere l'interlocutore – e decide di riportarlo a casa con una mappa in grado di vedere la strada migliore. Grazie a Doraemon che comunica a Nobita la strada da fare, quest'ultimo riesce a evitare l'ira degli altri ragazzi. Quando però Nobita arriva a casa vi trova il maestro e la madre, i quali rimproverano il ragazzo per essere scappato da scuola. |                   |                  |
| 1068  | 673   | L'enciclopedia universale 「宇宙完全大百科」 - Uchuu kanzen dai hyakka | 21 settembre 1990 | 12 giugno 2007   |
| 1068  | 673   | Mentre Gian e il capitano dei Tyrannos litigano per stabilire quale squadra ha vinto la partita, Nobita torna a casa perché è preoccupato di non riuscire a finire i compiti. Mentre svolge matematica ha bisogno di aiuto e, siccome il padre vuole guardare la TV, Doraemon decide di aiutarlo con l'enciclopedia universale, che permette – dicendo la domanda col microfono – di sapere qualunque cosa. Nobita la usa però per copiare i risultati delle operazioni, facendo arrabbiare Doraemon. Più tardi quest'ultimo avverte l'amico che le due squadre hanno risolto la disputa con una votazione: siccome Nobita non era presente, i Giants avevano un giocatore in meno e hanno perso. Nobita e Doraemon decidono di risolvere il tutto con l'enciclopedia, chiedendole una cronaca della partita, riuscendo così a dimostrare ai Tyrannos che hanno vinto i Giants. |                   |                  |
| 1069  | 675   | Il kit del perfetto saggio 「仙人らくらくコース」 - Sennin rakuraku kōsu | 28 settembre 1990 | 13 giugno 2007   |
| 1069  | 675   | Dopo essere stato sgridato dal maestro e non aver potuto andare in campeggio con gli amici, Nobita torna a casa frustrato. Doraemon gli racconta degli asceti, mostrando il kit del perfetto saggio, e il ragazzo vorrebbe diventarlo, per poter svolgere i compiti grazie ai poteri sovrannaturali. Diventare asceti però è molto difficile e il severo maestro non permette a Nobita di tornare a casa fino alla fine dell'addestramento. Quella notte il maestro e Nobita viaggiano su delle nuvole grazie ai loro poteri: distrattosi dalla vista delle mutande di Shizuka l'asceta cade dalla nuvola e la stessa cosa accade al ragazzo quando Doraemon glielo spiega. |                   |                  |
| 1070  | 677   | La scova-infrazione 「正義の味方パトカー」 - Seigi no mikata patokā | 19 ottobre 1990   | 14 giugno 2007   |
| 1070  | 677   | Dopo essere stati vittime delle angherie di Gian, Nobita e i suoi amici vorrebbero un chiusky per far rigare dritto il bullo. Inizialmente titubante, Doraemon tira fuori la scova-infrazione, una macchinina della polizia che punisce chi si comporta male. Il chiusky picchia Gian, ma la stessa cosa accade quando Nobita e Suneo trovano una moneta per terra e vorrebbero spenderla. Presto però l'effetto degenera tanto che Nobita cerca di rompere la macchinina con la mazza da baseball. Mentre fuggono dall'automobilina, Nobita e Doraemon incontrano Gian, che distrugge il chiusky schiacciandolo. |                   |                  |
| 1071  | 679   | Il ladro di spille 「バッジをさがせ」 - Bajji o sagase | 26 ottobre 1990   | 15 giugno 2007   |
| 1071  | 679   | Doraemon fotografa gli uccelli tramite una macchina fotografica potente. Grazie a essa Nobita nota un bambino di nome Kanari piangere e va a capire il perché; scopre che qualcuno ha rubato le spille al ragazzino e decide di indagare. Subito dopo Gian e Muku arrivano sul posto: il cane indica che il colpevole è Nobita, ma lui nega. In quel frangente Doraemon arriva sul posto e una foto scattata prima accusa del furto lo stesso Doraemon, ma Shizuka non ci crede. Nobita e Doraemon allora viaggiano indietro nel tempo per scoprire il colpevole e, grazie alla macchina fotografica, apprendono che il ladro è Muku. Tornati nel presente trovano infatti nel cortile della casa di Gian il contenitore con le spille: Kanari è felice di riaverle. |                   |                  |
| 1072  | 681   | Il visualizza cibi 「食品視覚化ガス」 - Shokuhin shikaku ka gasu | 2 novembre 1990   | 18 giugno 2007   |
| 1072  | 681   | La madre di Suneo si vanta con Tamako per aver preparato una cena francese, così lei decide di fare altrettanto. Nel frattempo Doraemon e Nobita "mangiano" un dorayaki col visualizza cibi: dopo averlo spruzzato su un'immagine ritraente del cibo e se la si fissa, si avrà la sensazione di gustare l'alimento. Mentre Tamako è via, arriva a casa un ragazzo di nome Goro, che vuole qualcosa da mangiare: Nobita e Doraemon decidono di spruzzare il chiusky sui libri per far saziare l'ospite. Più tardi Nobita e Doraemon usano lo spray con gli amici, ma finiscono per rimanere sazi; la stessa cosa accade alla madre quando sfoglia i libri di ricette su cui è stato spruzzato il chiusky. Quando Nobisuke torna dal lavoro "cena" sfogliando un libro. |                   |                  |
| 1073  | 683   | La cucciolo crema 「ペットクリーム」 - Petto kurīmu | 9 novembre 1990   | 19 giugno 2007   |
| 1073  | 683   | Nobita vorrebbe un cane, ma la madre non vuole; per accontentarlo Doraemon gli dà la cucciolo crema: se spalmata su un sasso diventerà un cagnolino: il ragazzo decide di chiamarlo Nerino. Più tardi Nobita e Doraemon fanno usare il chiusky agli amici. Suneo però sceglie un sasso enorme e il suo Rocky causa dei problemi in casa: il ragazzo è costretto dalla madre ad abbandonarlo. Qualche tempo dopo Rocky riesce a tornare a casa: mentre Nobita, Gian e Shizuka sono commossi, Suneo non è molto contento. |                   |                  |
| 1074  | 685   | La torcia delle materie prime 「原料ライト」 - Genryou raito | 16 novembre 1990  | 20 giugno 2007   |
| 1074  | 685   | Doraemon butta via alcuni chiusky, tra cui la torcia delle materie prime, che permette di far tornare un oggetto nel materiale di cui era costruito. Nobita però se ne appropria e, mediante la torcia, fa apparire un albero da dei vecchi libri e giornali di Shizuka. I due amici decidono di piantarlo in cima al monte Takai e, per assicurarsi che non venga abbattuto, vanno nel futuro di 10 anni col tunnel del tempo. Gian e Suneo, che li seguivano di nascosto, entrano nel tunnel e lo rompono; di conseguenza i quattro si ritrovano bloccati nel futuro. Dopo alcune disavventure vengono salvati da Doraemon e dai loro alter ego del futuro. |                   |                  |
| 1075  | 687   | Pezzi radiocomandati 「ラジコンのもと」 - Raji kon no moto | 23 novembre 1990  | 21 giugno 2007   |
| 1075  | 687   | Col suo elicottero giocattolo, Suneo distrugge un aeroplano di carta di Nobita, il quale vorrebbe un giocattolo radiocomandato. Doraemon tira fuori un chiusky che permette di comandare qualunque cosa e Nobita lo utilizza per far volare un airone di carta. Dopo essersi rimpiccioliti, Nobita, Doraemon e gli amici si divertono a volare sugli aironi in miniatura, quando vengono quasi uccisi dall'elicottero di Suneo. Nobita e Doraemon costruiscono poi un aeroplano di legno, per abbattere l'elicottero di Suneo. Quest'ultimo e Gian si vendicano, ma i due protagonisti riescono ad avere la meglio costruendo tanti soldatini e aironi di carta e manovrandoli col chiusky. |                   |                  |
| 1076  | 689   | Il meteo concentratore 「気候集中装置」 - Kikou shuuchuu souchi | 30 novembre 1990  | 22 giugno 2007   |
| 1076  | 689   | Nobita e Doraemon guardano un film in TV, quando suona il telefono; il robot risponde, scoprendo che Tamako è alla stazione e ha bisogno di un ombrello in quanto piove. Non volendo perdere il finale del film, Doraemon usa il meteo concentratore per convogliare la pioggia in giardino e permettere alla donna di tornare a casa. Dopo aver usato il chiusky per far asciugare la biancheria, a Nobita viene l'idea di convogliare la neve in giardino e costruire un palazzo di ghiaccio, in cui invita tutti i ragazzi del quartiere. Più tardi Gian e Suneo si arrabbiano per non essere stati invitati e, per farsi perdonare, Doraemon presta loro il chiusky. A causa di un errore però Suneo si trova con la casa sommersa d'acqua e viene sgridato dai genitori. |                   |                  |
| 1077  | 691   | Il cappellino uno-due-tre stella 「ダルマさんが転んだ帽」 - Daruma san ga koron da bou | 7 dicembre 1990   | 25 giugno 2007   |
| 1077  | 691   | Nel giardino della scuola, Gian ruba un fumetto di Suneo, per poi leggerlo durante le lezioni; il maestro quindi glielo sequestra. Dopo la scuola, Gian obbliga Nobita ad andare dal maestro a recuperare il giornalino; Doraemon gli offre il cappellino uno-due-tre stella, utile per vincere in tale gioco: chi lo indossa diventerà invisibile quando gli altri si girano all'improvviso verso di lui, a patto di rimanere immobili. Dopo aver provato invano a sfilare il fumetto dalla tasca del maestro, Nobita vede l'insegnante dire a Gian che intende restituirgli il giornalino, non prima di aver parlato con sua madre. Il ragazzo però gli spiega di chi è veramente il fumetto, così il maestro vuole parlare con la madre di Suneo. Nobita riferisce tutto all'amico e gli presta il cappellino; Suneo riesce a riprendersi il fumetto prima che il docente arrivi a casa e lo sostituisce col quaderno di Gian, in cui vi è una verifica di matematica andata male. Suneo riesce così a evitare che il maestro parli con sua madre, ma teme la reazione di Gian dopo il colloquio con la signora Goda. |                   |                  |
| 1078  | 693   | Un fratello ingombrante 「ジャイアンとジャイ子」 - Jaian to Jaiko | 14 dicembre 1990  | 26 giugno 2007   |
| 1078  | 693   | Jaiko deve consegnare al capo del club di fumettisti al quale lei fa parte una nuova storia da lei scritta, ma non ha idee. Nobita e Doraemon vanno, su richiesta di Gian, nell'Antico Egitto e nell'Europa medievale per scattare delle foto, ma la ragazzina non le vuole. Jaiko piuttosto desidera un posto tranquillo in cui concentrarsi: Nobita e Doraemon la fanno entrare in una speciale lattina che si apre solo quando lei ha finito di scrivere la storia. Quando il capo del club arriva, Jaiko ha finito il fumetto ed è esausta: Gian consegna il fumetto al capo, il quale lo legge subito. La storia, dal titolo Il fratello maggiore, parla del rapporto tra Gian e Jaiko: il ragazzo e il capo sono commossi. |                   |                  |
| 1079  | 695   | Le cimici scambia personalità 「うつしぼくろ」 - Utsushi boku ro | 21 dicembre 1990  | 27 giugno 2007   |
| 1079  | 695   | Dopo una pesante sconfitta, Gian obbliga i giocatori della sua squadra a fare un allenamento extra fra due ore. Nobita torna a casa e racconta ciò a Doraemon, che decide di dargli le cimici scambia personalità, una nera e una rossa, che permettono a chi porta la cimice nera di assumere la personalità di chi ha quella rossa. Nobita mette la cimice rossa su una donna gentile e quella nera su Gian, facendo diventare quest'ultimo sensibile e dolce, ma presto la cimice rossa cade su un gatto e il ragazzo graffia Nobita. Dopo che Gian è diventato un polpo, la cimice rossa finisce su Tamako; di conseguenza il bullo sgrida Nobita e lo porta a casa per costringerlo a fare i compiti. |                   |                  |
| 1080  | 697   | Lo scaldacuore 「しあわせカイロ」 - Shi awa se kairo | 28 dicembre 1990  | 28 giugno 2007   |
| 1080  | 697   | Nobita è stufo di essere sempre maltrattato e rimproverato; dopo una discussione Doraemon dà all'amico lo scaldacuore: chi lo indossa diventerà felice. Grazie al chiusky, il ragazzo riesce a essere allegro, nonostante alcune circostanze negative. Presto però Nobita si caccia nei guai e Doraemon deve aiutarlo. |                   |                  |

## Speciali
| Nº  | Giapponese 「Kanji」 - Rōmaji - Traduzione letterale                                                      | In onda        | In onda  |
| Nº  | Giapponese 「Kanji」 - Rōmaji - Traduzione letterale                                                      | Giapponese     | Italiano |
| S54 | 「ドリームプレイヤー」 - Dorīmupureiyā – "Il giocatore dei sogni"                                         | 5 gennaio 1990 | inedito  |
| S55 | 「ドラえもんの健康診断」 - Doraemon no kenkōshinda – "Il controllo sanitario di Doraemon"                 | 6 aprile 1990  | inedito  |
| S56 | 「ペタリ甲板」 - Petari kanpan – "Il masso-Petari"                                                        | 17 agosto 1990 | inedito  |
| S57 | 「７万年前の日本へ行こう」 - 7 man-nen mae no Nihon e ikou – "70.000 anni fa! - La nascita del Giappone!" | 5 ottobre 1990 | inedito  |